# Бижеич, Илья Семёнович
Илья Семёнович Бижеич (ок. 1800 — 1879) — генерал-лейтенант русской императорской армии.

## Биография
Родился в семье советника Владимирского губернского правления, впоследствии — члена Совета военного министра, Семёна Агафоновича Бижеича.
Окончив в 1821 году Благородный пансион при Петербургском университете, поступил на военную службу. Получил офицерский чин 3 сентября 1822 года. Участвовал в подавлении польского восстания; в 1831 году награждён золотым оружием и орденом Св. Анны 3-й степени. В 1838 году получил орден Св. Станислава 2-й степени, в 1840 году получил к нему императорскую корону; в 1843 году — орден Св. Анны 2-й степени (императорская корона к ему — в 1848). За выслугу лет в 1848 году получил орден Св. Георгия 4-й степени. В 1855 году ему был пожалован орден Св. Владимира 3-й степени.
С 3 апреля 1849 года — генерал-майор, с 19 апреля 1864 года — генерал-лейтенант.
Умер 11 (23) января 1879 года. Похоронен на Никольском кладбище Александро-Невской лавры (здесь же похоронена, умершая 24 сентября 1893 года, его жена, Анна Фёдоровна Бижеич).